# Горбунова, Екатерина Николаевна
Екатерина Николаевна Горбунова (24 ноября (17 декабря) 1908, Тифлис — 31 декабря 2008, Москва) — советский литературовед и театровед. Мать литературоведа Андрея Горбунова.

## Биография
Работала в театре под руководством Всеволода Мейерхольда, затем в библиотеке Всероссийского театрального общества. Окончила Государственный институт театрального искусства имени Луначарского (1940). В том же году вступила в КПСС.
В годы Великой Отечественной войны, согласно воспоминаниям сына, была корреспондентом газеты «Красная звезда». По окончании войны училась в аспирантуре, работала в Институте мировой литературы. Доктор филологических наук (1963), диссертация «Вопросы теории реалистической драмы: о единстве драматического действия и характера» была опубликована отдельным изданием, вызвав одобрение критики, отмечавшей, что книге свойственна «интонация исследователя, который стремится не поразить нас богатством своей эрудиции, а постичь истину, представить то или иное театральное явление или эстетическую проблему в их подлинном значении, не искаженном умолчаниями или тенденциозностью».
Опубликовала монографию «Драматургия А. Корнейчука» (1952), сборник статей о современной драматургии «Идеи, конфликты, характеры» (1960), подвергшийся критике как не вполне оригинальный и не вполне продуманный по составу, книгу статей о литературе народов СССР «Перед лицом новой действительности» (1974), монографию «Юрий Бондарев: Очерк творчества» (1981, дополненное издание 1989), восполнившую ряд пробелов в изучении творчества писателя и детально проанализировавшую истоки его мастерства.
В 2002 году на основании своих записей 1930-х годов опубликовала книгу «Мейерхольд репетирует „Тридцать три обморока“», в которой подробно описан репетиционный процесс великого режиссёра.